# Вейк-ан-Зеє 2006
Вейк-ан-Зеє 2006 (також «Корус-турнір» (англ. Corus)) — 68-й щорічний міжнародний шаховий турнір, що проходив з 13 по 29 січня 2006 року в нідерландському місті Вейк-ан-Зеє. У головному турнірі "А" 14 учасників, із них шестеро з першої десятки рейтингу ФІДЕ, змагались за круговою системою.
Це було перше Веліке випробування для нового Чемпіона світу ФІДЕ - Веселина Топалова (Болгарія). Грав у турнірі і володар Кубка світу 2005 Левон Аронян (Вірменія), а також такі сильні шахісти, як Вішванатан Ананд (Індія), Василь Іванчук (Україна), Петер Леко (Угорщина), Борис Гельфанд (Ізраїль), а також юний (15 років) гросмейстер з України Сергій Карякін. Після довгої перерви в супертурнірі грав Гата Камський.
За тиждень до початку турніру, відмовився від участі, через хворобу, «Класичний чемпіон світу» Володимир Крамник (Росія). 

## Положення про турнір
Corus Chess Tournament проходив з 13 по 29 січня 2006 року. У турнірі "А" грали 14 гросмейстерів за круговою системою (кожен з кожним). Відбулось 13 турів. Початок турів - 13 годин 30 хвилин (середньоєвропейське час, UTC + 1). Останній тур (29 січня) розпочався о 12 годині 30 хвилин.
Було передбачено три вихідні дні - 18, 23 і 26 січня.
Контроль часу - 2 години на 40 ходів, далі 1 година на 20 ходів, далі 30 хвилин до кінця партії.

## Учасники
- Веселин Топалов   Болгарія, (30 років, рейтинг — 2801)
- Вішванатан Ананд    Індія, (36, 2792)
- Левон Аронян    Вірменія, (23, 2752)
- Петер Леко    Угорщина, (26, 2740)
- Василь Іванчук    Україна, (36, 2729)
- Борис Гельфанд   Ізраїль, (37, 2723)
- Етьєн Бакро    Франція, (22, 2717)
- Шахріяр Мамедьяров    Азербайджан, (20, 2709)
- Майкл Адамс   Веліка Британія, (34, 2707)
- Іван Соколов    Нідерланди, (37, 2689)
- Гата Камський    США, (31, 2686)
- Сергій Тівяков    Нідерланди, (32, 2669)
- Сергій Карякін   Україна, (15, 2660)
- Люк ван Велі    Нідерланди, (33, 2647)

Середній рейтинг турніру — 2716.
Категорія турніру — XIX.

## Календар турніру
13 січня — відкриття турніру
| 14 січня — 1-й тур | 15 січня — 2-й тур |
| --- | --- |
| Ван Велі — Соколов 0,5:0,5 Мамедьяров — Бакро 0,5:0,5 Тівяков — Адамс 0,5:0,5 Топалов — Камський 1:0 Гельфанд — Леко 0,5:0,5 Карякін — Ананд 0:1 Аронян — Іванчук 0:1 | Бакро — Тівяков 1:0 Адамс — Топалов 1:0 Камський — Гельфанд 1:0 Леко — Карякін 0,5:0,5 Ананд — Аронян 0,5:0,5 Соколов — Іванчук 0,5:0,5 Ван Велі — Мамедьяров 0,5:0,5         |
| 16 січня — 3-й тур | 17 січня — 4-й тур |
| Мамедьяров — Соколов 0,5:0,5 Топалов — Бакро 1:0 Тівяков — Ван Велі 0,5:0,5 Карякін — Камський 1:0 Гельфанд — Адамс 1:0 Іванчук — Ананд 0:1 Аронян — Леко 0,5:0,5     | Мамедьяров — Тівяков 0,5:0,5 Адамс — Карякін 0,5:0,5 Бакро — Гельфанд 0:1 Леко — Іванчук 0,5:0,5 Камський — Аронян 0:1 Соколов — Ананд 0,5:0,5 Ван Велі — Топалов 0:1         |
| 18 січня — вихідний день. | |
| 19 січня — 5-й тур | 20 січня — 6-й тур |
| Тівяков — Соколов 0,5:0,5 Топалов — Мамедьяров 0,5:0,5 Ананд — Леко 1:0 Карякін — Бакро 1:0 Гельфанд — Ван Велі 0,5:0,5 Іванчук — Камський 1:0 Аронян — Адамс 0,5:0,5 | Мамедьяров — Гельфанд 0,5:0,5 Ван Велі — Карякін 0,5:0,5 Бакро — Аронян 0,5:0,5 Адамс — Іванчук 1:0 Камський — Ананд 1:0 Соколов — Леко 0,5:0,5 Тівяков — Топалов 0,5:0,5     |
| 21 січня — 7-й тур | 22 січня — 8-й тур |
| Топалов — Соколов 1:0 Карякін — Мамедьяров 1:0 Ананд — Адамс 0,5:0,5 Іванчук — Бакро 0,5:0,5 Гельфанд — Тівяков 0,5:0,5 Леко — Камський 1:0 Аронян — Ван Велі 0:1     | Топалов — Гельфанд 0,5:0,5 Ван Велі — Іванчук 0,5:0,5 Мамедьяров — Аронян 0:1 Тівяков — Карякін 0,5:0,5 Бакро — Ананд 0:1 Адамс — Леко 0,5:0,5 Соколов — Камський 0,5:0,5     |
| 23 січня — вихідний день | |
| 24 січня — 9-й тур | 25 січня — 10-й тур |
| Карякін — Топалов 0:1 Іванчук — Мамедьяров 0,5:0,5 Ананд — Ван Велі 1:0 Леко — Бакро 0,5:0,5 Гельфанд — Соколов 1:0 Камський — Адамс 0:1 Аронян — Тівяков 0,5:0,5     | Гельфанд — Карякін 0,5:0,5 Ван Велі — Леко 1:0 Топалов — Аронян 1:0 Тівяков — Іванчук 0,5:0,5 Мамедьяров — Ананд 0,5:0,5 Соколов — Адамс 0,5:0,5 Бакро — Камський 1:0         |
| 26 січня — вихідний день | |
| 27 січня — 11-й тур | 28 січня — 12-й тур |
| Іванчук — Топалов 0,5:0,5 Леко — Мамедьяров 1:0 Ананд — Тівяков 0,5:0,5 Адамс — Бакро 0,5:0,5 Карякін — Соколов 1:0 Камський — Ван Велі 1:0 Аронян — Гельфанд 0,5:0,5 | Гельфанд — Іванчук 0,5:0,5 Ван Велі — Адамс 0,5:0,5 Карякін — Аронян 0,5:0,5 Тівяков — Леко 0,5:0,5 Топалов — Ананд 0,5:0,5 Соколов — Бакро 0,5:0,5 Мамедьяров — Камський 0:1 |
| 29 січня — 13-й тур | |
| Леко — Топалов 0,5:0,5 Адамс — Мамедьяров 0,5:0,5 Ананд — Гельфанд 1:0 Бакро — Ван Велі 0,5:0,5 Іванчук — Карякін 1:0 Камський — Тівяков 0:1 Аронян — Соколов 1:0     | |

## Таблиця турніру
| №  | Учасники           | 1 | 2 | 3 | 4 | 5 | 6 | 7 | 8 | 9 | 10 | 11 | 12 | 13 | 14 |  | + — =   | Очки | Місце    |
| 1  | Люк ван Велі       |   | ½ | ½ | 0 | ½ | ½ | 1 | ½ | 0 | 1  | 0  | ½  | ½  | ½  |  | +2-3=8  | 6    | X        |
| 2  | Шахріяр Мамед'яров | ½ |   | ½ | ½ | ½ | 0 | 0 | ½ | ½ | 0  | 0  | ½  | ½  | ½  |  | +0-4=9  | 4½   | XII-XIII |
| 3  | Сергій Тівяков     | ½ | ½ |   | ½ | ½ | ½ | ½ | ½ | ½ | ½  | 1  | ½  | 0  | ½  |  | +1-1=11 | 6½   | VII-IX   |
| 4  | Веселин Топалов    | 1 | ½ | ½ |   | ½ | 1 | 1 | ½ | ½ | ½  | 1  | 0  | 1  | 1  |  | +6-1=6  | 9    | I-II     |
| 5  | Борис Гельфанд     | ½ | ½ | ½ | ½ |   | ½ | ½ | ½ | 0 | ½  | 0  | 1  | 1  | 1  |  | +3-2=8  | 7    | V-VI     |
| 6  | Сергій Карякін     | ½ | 1 | ½ | 0 | ½ |   | ½ | 0 | 0 | ½  | 1  | ½  | 1  | 1  |  | +4-3=6  | 7    | V-VI     |
| 7  | Левон Аронян       | 0 | 1 | ½ | 0 | ½ | ½ |   | 0 | ½ | ½  | 1  | ½  | ½  | 1  |  | +3-3=7  | 6½   | VII-IX   |
| 8  | Василь Іванчук     | ½ | ½ | ½ | ½ | ½ | 1 | 1 |   | 0 | ½  | 1  | 0  | ½  | 1  |  | +4-2=7  | 7½   | III-IV   |
| 9  | Вішванатан Ананд   | 1 | ½ | ½ | ½ | 1 | 1 | ½ | 1 |   | 1  | 0  | ½  | 1  | ½  |  | +6-1=6  | 9    | I-II     |
| 10 | Петер Леко         | 0 | 1 | ½ | ½ | ½ | ½ | ½ | ½ | 0 |    | 1  | ½  | ½  | ½  |  | +2-2=9  | 6½   | VII-IX   |
| 11 | Гата Камський      | 1 | 1 | 0 | 0 | 1 | 0 | 0 | 0 | 1 | 0  |    | 0  | 0  | ½  |  | +4-8=1  | 4½   | XII-XIII |
| 12 | Майкл Адамс        | ½ | ½ | ½ | 1 | 0 | ½ | ½ | 1 | ½ | ½  | 1  |    | ½  | ½  |  | +3-1=9  | 7½   | III-IV   |
| 13 | Етьєн Бакро        | ½ | ½ | 1 | 0 | 0 | 0 | ½ | ½ | 0 | ½  | 1  | ½  |    | ½  |  | +2-4=7  | 5½   | XI       |
| 14 | Іван Соколов       | ½ | ½ | ½ | 0 | 0 | 0 | 0 | 0 | ½ | ½  | ½  | ½  | ½  |    |  | +0-5=8  | 4    | XIV      |